# Phép toán một ngôi
Trong Toán học, phép toán một ngôi là phép toán hoạt động với chỉ một toán hạng, tức là có duy nhất một giá trị nhập vào. Một ví dụ đơn giản là một hàm f: A {\displaystyle \rightarrow } A trong đó A là một tập, hàm f là phép toán một ngôi trên A.
Ta thường ký hiệu phép toán ở trước (ví dụ, +, -, {\displaystyle \urcorner }), hoặc ở sau (ví dụ, giai thừa n!), hoặc ở dạng hàm số (ví dụ, sin(x)) hoặc ở trên toán hạng (ví dụ, chuyển vị AT). Ta cũng có các cách ký hiệu như ký hiệu căn bậc hai,..

## Các ví dụ

### Phép toán dương và âm
Ta tính trước các phép toán một ngôi rồi mới xét các phép toán khác. Sau đây là ví dụ dùng phép phủ định:
{\displaystyle 3--2}
Ở đây, ký hiệu '-' đầu tiên dành cho phép trừ, còn ký hiệu '-' thứ hai biểu thị phép toán một ngôi âm của 2 (hoặc '-2' có thể coi là số nguyên -2). Do đó, biểu thức bằng với:
3 - (−2) = 5
Theo lý thuyết thì, có phép toán dương nhưng nó không cần thiết nếu ta biết giá trị đã cho là dương:
(+2) = 2

### Lượng giác
Trong lượng giác, các hàm lượng giác, chẳng hạn như {\displaystyle \sin }, {\displaystyle \cos } và {\displaystyle \tan }, là các phép toán một ngôi.

### Ví dụ từ các ngôn ngữ lập trình

#### Javascript
Trong Javascript, các toán tử sau là các phép toán một ngôi:
- Tăng 1: ++x, x++
- Giảm 1: −−x, x−−
- Dương: +x
- Âm: −x
- Bù 1: ~x
- Phủ định logic !x

#### Họ ngôn ngữ C
Trong họ ngôn ngữ C, các toán tử sau là phép toán một ngôi:
- Tăng 1: ++x, x++
- Giảm 1: −−x, x−−
- Tham chiếu: &x
- Trỏ: *x
- Dương: +x
- Âm: −x
- Bù 1: ~x
- Phủ định logic !x
- Sizeof: sizeof x, sizeof(type-name)
- Chuyển đổi kiểu: (type-name) cast-expression